# محمد بن أحمد الحضيكي
محمد بن أحمد الحضيكي ، ( 1118 هـ / 1706 م - 1189 هـ / 1775 م ). علامة و فقيه و مؤرخ .

## سيرته
هو أبو عبد الله محمد بن أحمد بن عبد الله الجزولي المشهور بالحضيكي ، أحد أعلام سوس المشاهير ، ولد بها عام 1118 هـ ، و بها نشأ و درس ، ثم طاف و تجول المغرب للأخذ و التلقي عن فطاحل علماء زمانه . و من الشيوخ الذين أخذ عنهم : 
- أبو العباس أحمد بن عبد الله الصوابي
- عبد الله بن إبراهيم الرسموكي
- عبد الله بن أبي إسحاق الكرسيفي
- أحمد بن عبد العزيز الهلالي السجلماسي
- محمد الصغير بن محمد الإفراني
- أبي العباس الورزازي

قام محمد بن أحمد الحضيكي برحلة إلى المشرق للحج حيث لقى العديد من الشيوخ ، أورد ذكرهم و ما أخذه عنهم في رحلته ( الرحلة الحجازية ) . أخذ عن الحضيكي رحمه الله العديد من العلماء نذكر منهم :
- محمد بن عمر الأسغركيسي الهشتوكي السوسي
- محمد بن عبد الله اليبوركي
- محمد بن عبد الله الزغنغيني
- أحمد بن علي الأغزالي الهلالي
- أبو الربيع سليمان بن يوسف الناصري
- محمد بن الطيب الشواري
- عبد الرحمن بن عبد الله الجشتيمي

## مؤلفاته
ألف الحضيكي في جميع العلوم : الفقه، الحديث، السيرة، التصوف، النحو، الآداب، التراجم، الفهارس، و نذكر من مؤلفاته :
- طبقات الحضيكي
- الرحلة الحجازية
- حاشية على الشفا للقاضي عياض
- حاشية على صحيح البخاري
- شرح الرسالة القيروانية
- شرح الهمزية للبوصيري
- شرح نظم العلوم الفاخرة للرسموكي
- شرح كتاب حلية الأنوار في أخبار دار القرار
- مصابيح الإصابة في تعريف الصحابة
- رسالة في آداب المعلم و المتعلم
- مؤلف في تصريف الأفعال

## وفاته
توفي - رحمه الله - في ليلة السبت عند العشاء تاسع عشر من رجب عام 1189 هـ .